# Mittasena
Mittasena o Mitta Sena (àlies Karalsora, per la seva reputació de saquejadors de cultius) fou rei d'Anuradhapura (Sri Lanka) del 435 al 436.
Va succeir a Jantu per designació del primer ministre. Mai ningú el va veure fora del recinte del palau, ja que l'adigar tenia el control de tot el poder i no li permetia sortir. A mesura que passava el temps i no es mostrava com era costum i quan ja l'excusa de que estava malalt no es va poder sostenir, el poble es va agitar i en un festival en que el rei estava absent la gent es va manifestar reclamant la presència del rei si es que existia. L'adigar finalment va haver d'acceptar deixar sortir al rei muntat en el seu elefant i donar un tomb per la ciutat; en endavant el rei va poder gaudir de més llibertat, però mai es va ocupar d'afers polítics i només d'actes religiosos.
Va morir quan faltava poc per fer un any de la seva proclamació, mort per les forces invasores índies (de Pandya) dirigides per Pandu, que van ocupar el regne obrint el període anomenat dels sis dràvides.